# روسی سیاه
بلک روسی یک کوکتل از ودکا و لیکور قهوه می باشد. شامل ۵۰ است میلی لیتر ودکا و ۲۰میلی لیتر لیکور قهوه، به جای مواد مشخص شده آی بی ای .
این نوشیدنی با ریختن ودکا و لیکور قهوه بر روی تکه های یخ یا یخ شکاف خورده در یک لیوان سنتی و هم زدن درست می شود. روسی سیاه بیشتربا یک تکه لیمو و یک گیلاس ماراسکینو لوکساردو بر روی چوب آذین می گردد.

## تاریخ
کوکتل روسی سیاه نخستین بار در سال ۱۹۴۹ پدیدار شد و به گوستاو تاپس، بارمن بلژیکی پیوند داده می شود که آن را در هتل متروپل در بروکسل به افتخار پرل مستا ، سفیر وقت ایالات متحده در لوکزامبورگ تشکیل نمود. این کوکتل اسم خود را مرهون استفاده از ودکا، یک روح عادی روسی، و سیاهی لیکور قهوه می باشد.

## تغییرات
- روسی سیاه آلوده، روسی سیاه بلند، روسی سیاه استرالیایی یا بولداگ کلرادو : در لیوان هایبال سرو می شود و با کولا اضافه می شود.[۵]
- جادوی سیاه : برای تزئین با کمی آب لیمو و یک لیمو ترش سرو می شود.[۶]
- روسی ایرلندی یا روسی سیاه صاف : با یک سر گینس سرو می شود.[۴][۷]
- قهوه ای روسی : در یک لیوان هایبال سرو می شود و روی آن دمنوش زنجبیل ریخته می شود.[۸]
- بلاروسی یا روسی سفید : با شیر یا خامه سرو می شود.[۱]
- آب گل آلود یا روسی کور : با خامه ایرلندی سرو می شود. اگر فقط کرم خامه ای در آن وجود داشته باشد، به آن مادسلاید می گویند.
- پاک کن ذهن : با آب گازدار پر می شود.[۹]